# Thymus kuminovianus
Thymus kuminovianus là một loài thực vật có hoa trong họ Hoa môi. Loài này được Peshkova miêu tả khoa học đầu tiên.